# Farasz Galéria
A Professzor Kazimierz Michałowski Farasz Galéria egy állandó kiállítás a Varsói Nemzeti Múzeumban núbiai kora keresztény műalkotásokból. Egyedülálló gyűjteménye a dél-egyiptomi Farasz, ókori nevén Pakhórasz katedrálisából származó falfestmények és építészeti elemek, melyeket a Kazimierz Michałowski professzor vezette régészeti ásatás tárt fel.

## A galéria története

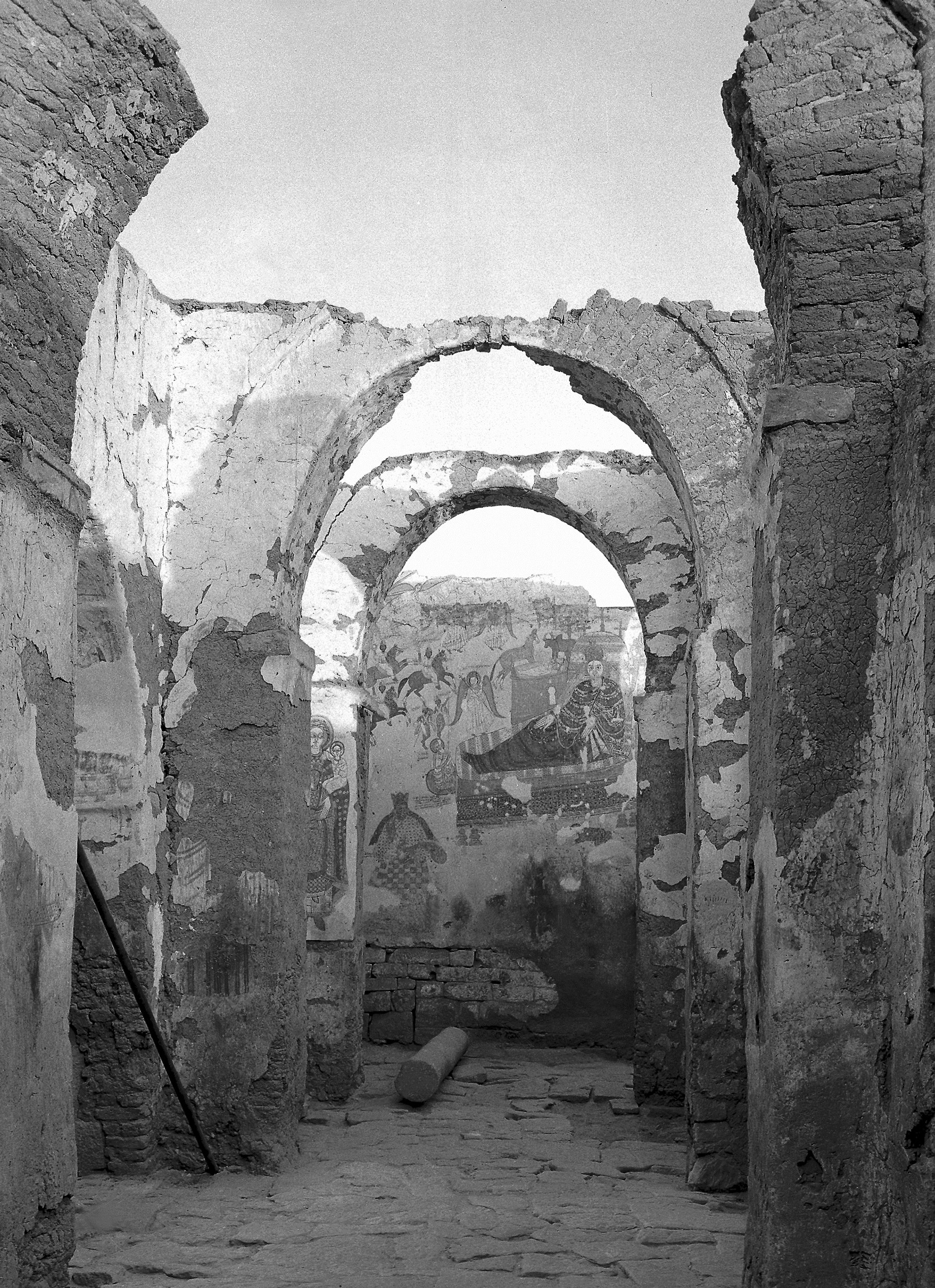
Festmény az eredeti helyén az ásatás megkezdésekor

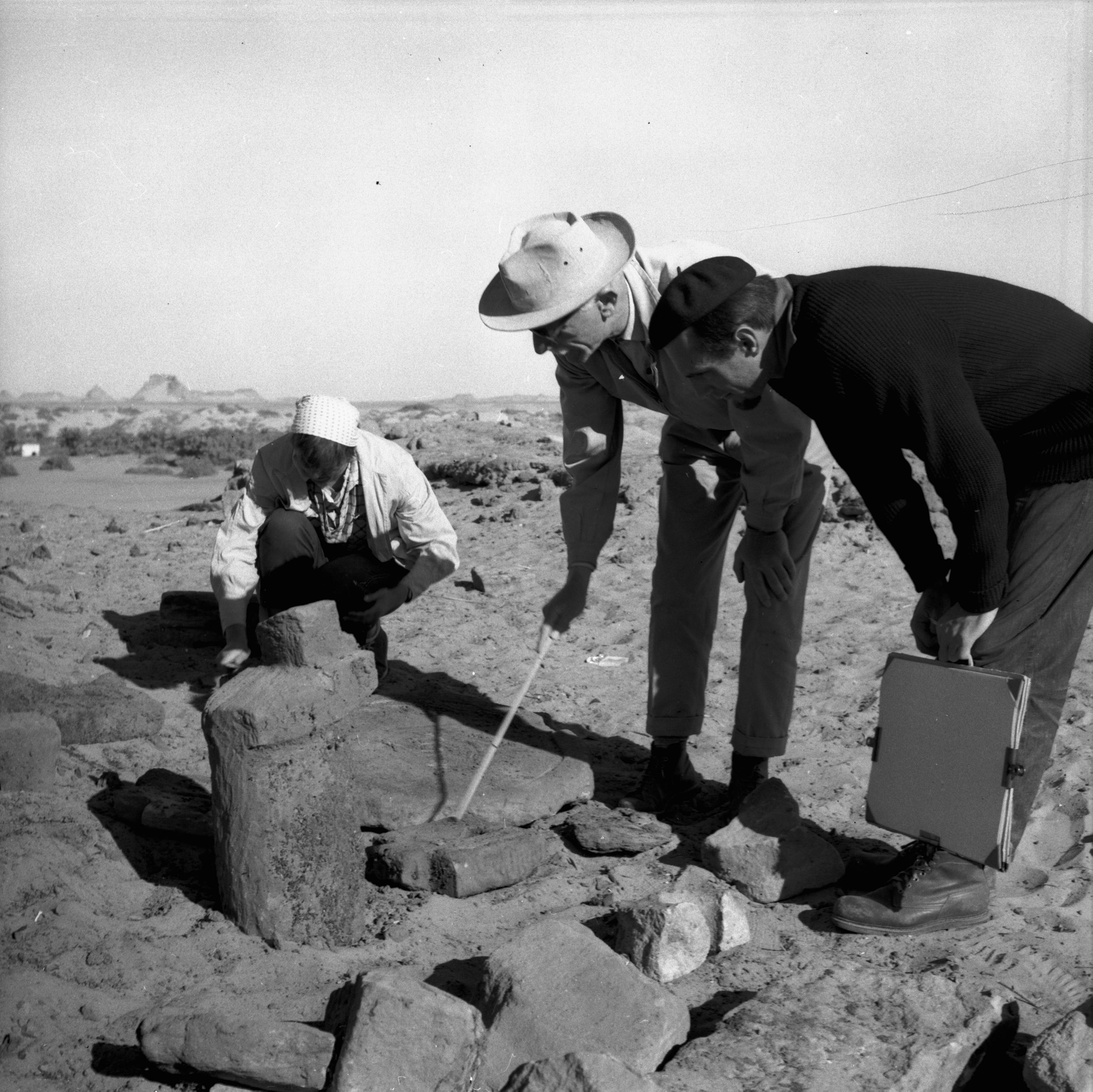
Ásatások Faraszban

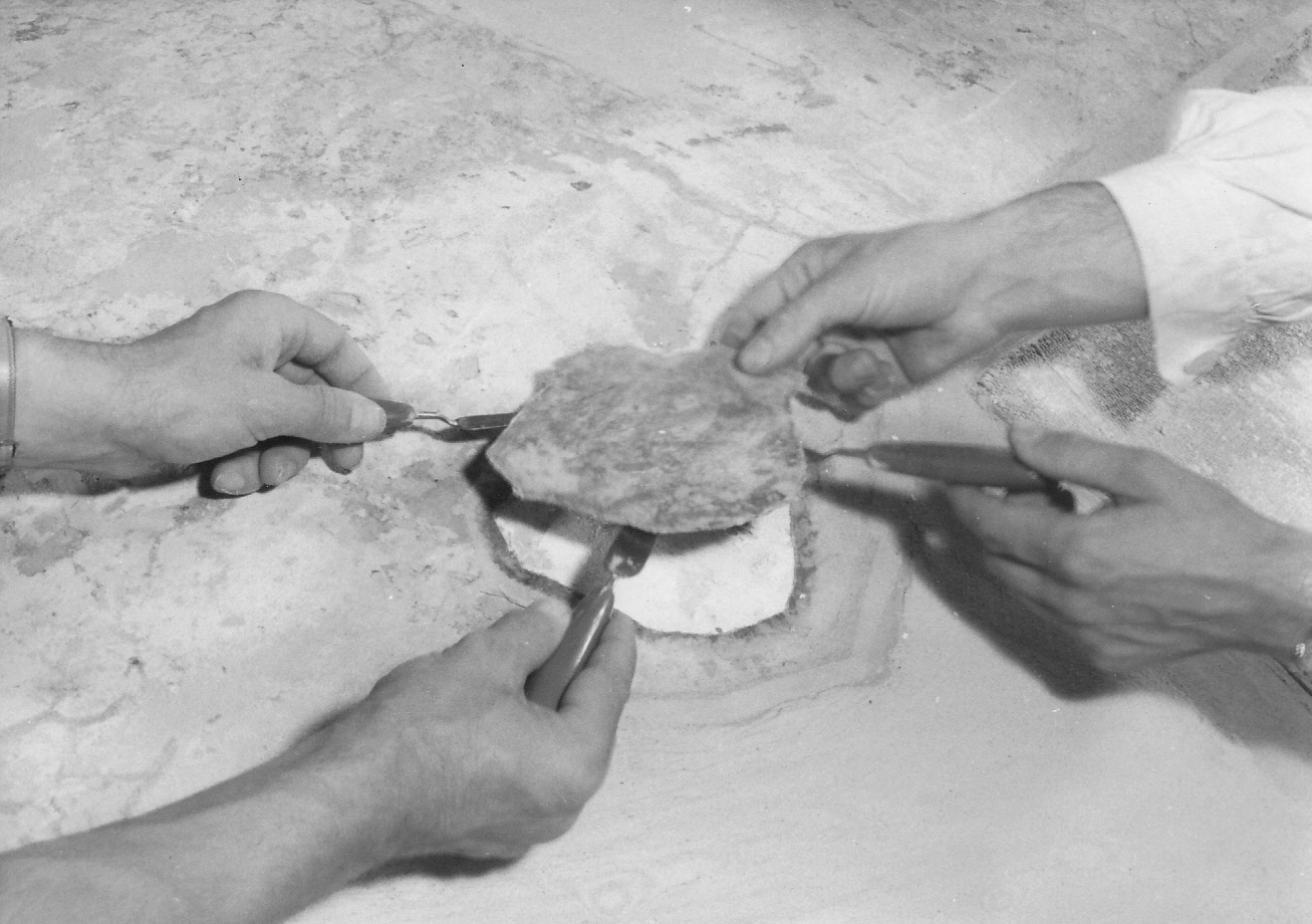
Restaurálási munkálatok a Nemzeti Múzeumban az 1960-as évek közepén

A Farasz Galériában látható legtöbb műtárgy az UNESCO által kezdeményezett nemzetközi műemlékmentési projektben részt vevő lengyel régészeknek köszönhetően került Varsóba. Az Asszuáni-gát építésekor a Nílus vizével elöntött területen (a mai Nasszer-tó) számos ókori épület várt megmentésre az építkezés megkezdése előtt (közülük a legismertebbek az Abu Szimbel-i templomok). Az 1961 és 1964 között nemzetközi összefogással lezajlott mentési munkálatok során a régészek több ásatási rétegben ókori templomok jó állapotban megmaradt romjait találták meg a szudáni-egyiptomi határ közelében fekvő Farasz, ókori nevén Pakhórasz városa környékén. Az épületek a 7. és a 14. század között épültek, falaikat keresztény témájú festmények díszítették.
Ahhoz, hogy sikerüljön eltávolítani a falfestményeket a falakról és külön előkészített lapokra áthelyezni őket, a felületet meg kellett erősíteni, a repedezés elkerülése érdekében. Ehhez a festmények felületét erős japán selyempapírral fedték és viaszos-gyantás keverékkel itatták át, a festmények felső részére pedig vászoncsíkokat nyomtak. Ezután a vakolatdarabokat, amelyeken a festmények voltak, késekkel és fűrészekkel vágták le a falakról, majd az eltávolított képeket falapokra helyezték. A festmények hátuljáról el kellett távolítani a fölösleges vakolatot, és gipsszel kellett megerősíteni őket. A képeket ezután pamuttakaróba burkolva a varsói és a kartúmi múzeumba szállították, ahol restaurálták őket és előkészítették őket a kiállításra. Eltávolították a védőrétegeket, valamint az eredeti vakolatot a festmények hátuljáról, és a vékony, 2–3 mm-es réteget mesterséges háttérre helyezték.
Összesen 67 festmény és több más, Faraszban felfedezett tárgy került Lengyelországba, első csoportjuk 1962-ben érkezett meg. A Varsói Nemzeti Múzeumban megtekinthető gyűjtemény a legnagyobb és legértékesebb külföldi leletegyüttes, amely lengyel múzeumban található.
Az expedíció felkeltette a tudományos érdeklődést Szudán és régi kultúrái iránt. A lengyel régészek ezután számos ásatást végeztek a régi Dongolában, Makuria fővárosában, valamint Banganartiban és a Nílus negyedik kataraktájának vidékén. Ezek az expedíciók jelentősen bővítették a Farasz Galéria eredeti gyűjteményét. A galéria 1972-ben nyílt meg a nyilvánosság előtt a Nemzeti Múzeumban. Ezzel együtt zajlott az első nubiológiai kongresszus, valamint az új tudományág, a nubiológia bejelentése.
A Farasz Galéria felújítás és átrendezés után 2014. október 17-én nyílt meg újra. A galéria építészeti kialakítása és modernizált koncepciója Mirosław Orzechowski és Grzegorz Rytel alkotása. A kiállítás kurátora Bożena Mierzejewska. A modernizációt Wojciech Pawłowski finanszírozta. A galériát az UNESCO, valamint a kulturális és nemzeti örökségvédelmi miniszter, Małgorzata Omilanowska támogatásával nyitották újra.

## A kiállítás

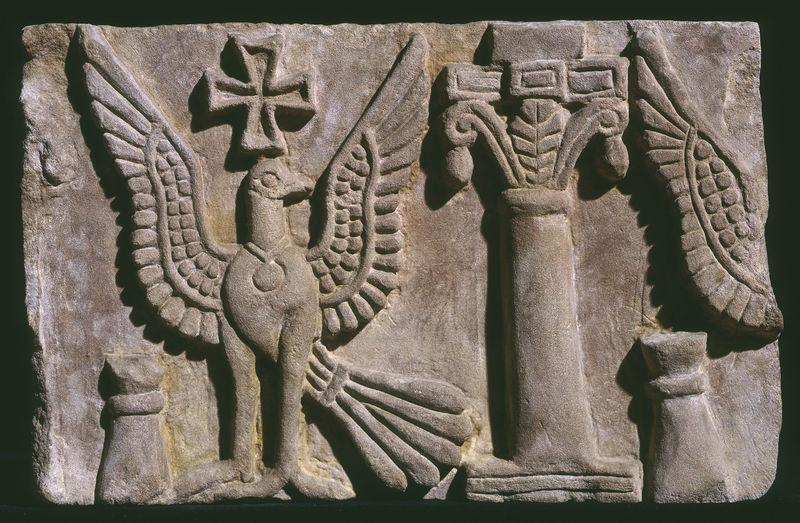
Fríz az első katedrálisból a galéria első termében

I. terem – Farasz/Pakhórasz első katedrálisa
Az első teremben a pakhóraszi katedrálisban talált tárgyak láthatóak, például az első katedrális apszisában talált fríz töredéke; Paulosz püspök alapító felirata (melyben megemlékezik a katedrális 707-ben történt felújításáról; feliratos kőtömbök és más leletek. Ezek a tárgyak közvetlen kapcsolatban állnak a katedrális történetével és építésének számos fázisával a 7. századtól a 14.-ig. A katedrális egy régebbi templom alapjain épült a 7. század elején.
II. és III. terem – multimédia

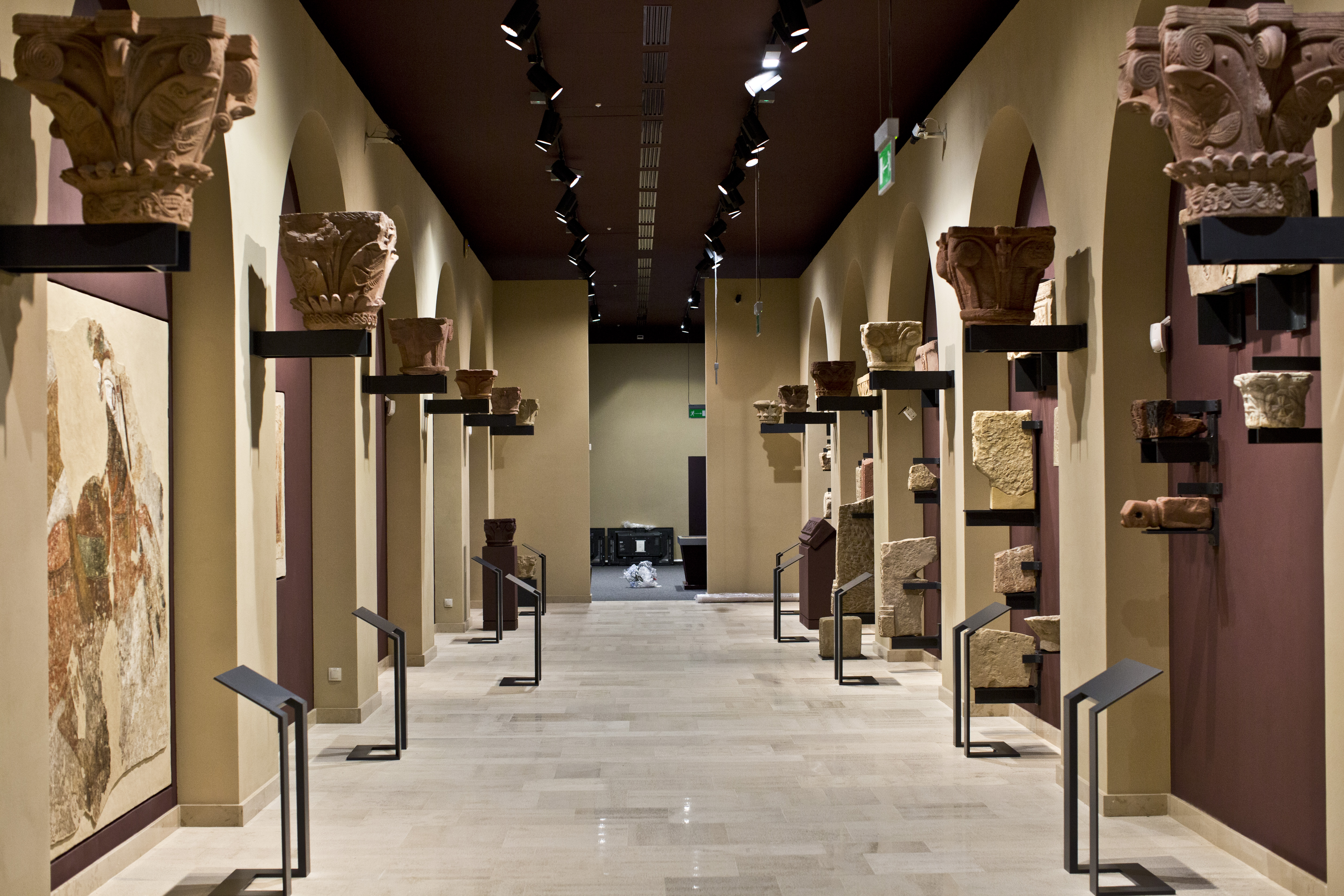
A galéria IV. terme

A II. és III. teremben a látogatók filmeket tekinthetnek meg a felfedezésekről, Núbiáról, a núbiai leletmentő expedícióról, valamint az egyes festményekről, stílusukról és ikonográfiájukról, fényképeket a régészeti ásatásokról és a Szudáni Nemzeti Múzeumba került műalkotásokról, valamint prezentációt Kazimierz Michałowski professzorról, a katedrális felfedezőjéről.
V. terem – temetkezési hagyományokkal kapcsolatos leletek

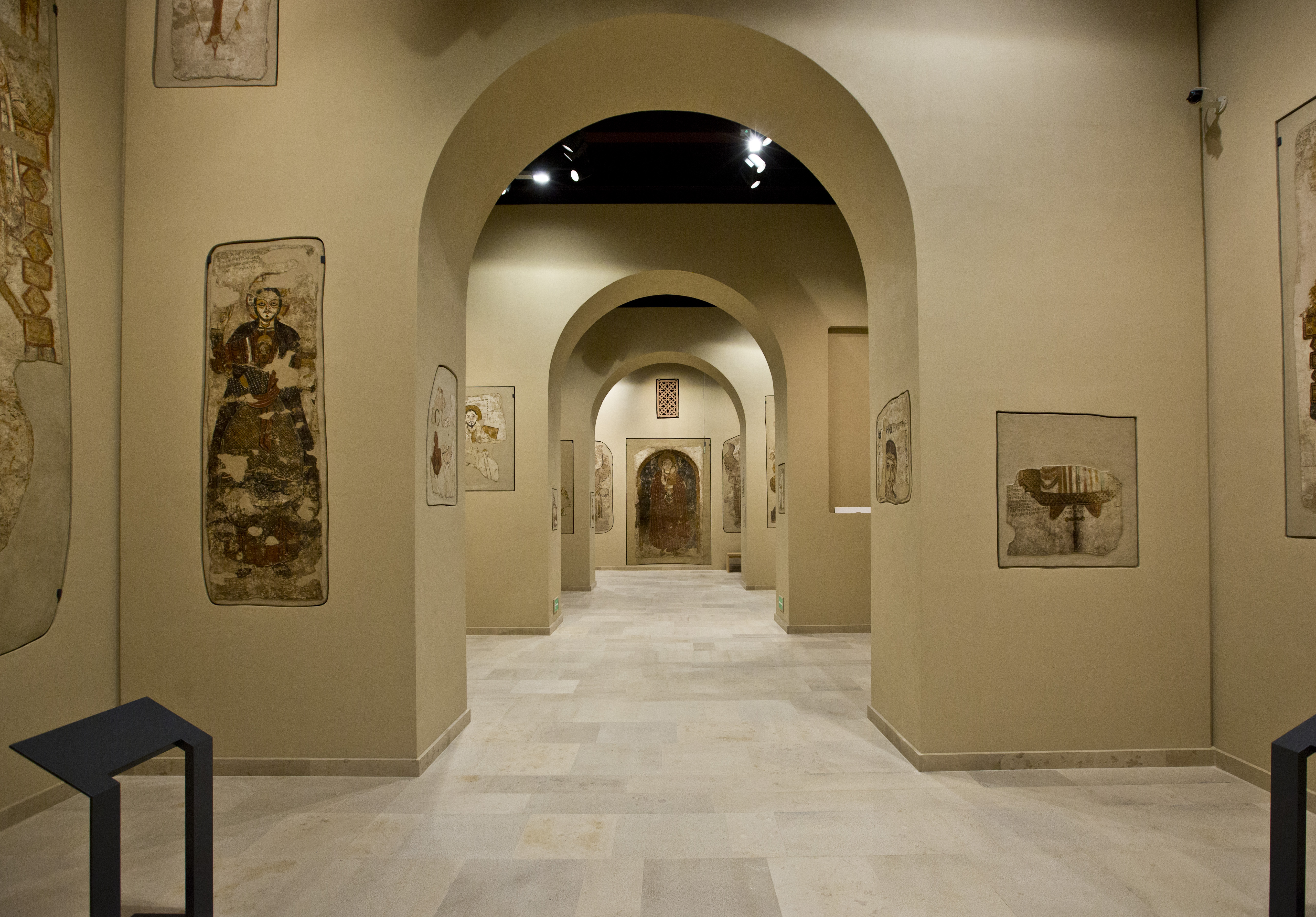
A galéria VI. terme

Ebben a teremben a Farasz püspökeinek temetkezésével kapcsolatos kiállítás látható. A kiállított tárgyak nagy része a sírkamrákból vagy sírépítményekből került elő, köztük sírfeliratok, víztároló edények vagy a mellkasra helyezett keresztek, melyeket a püspökökkel együtt temettek el. Tizenhat püspököt temettek el a katedrálisban vagy közvetlen közelében, személyazonosságukra görög vagy kopt nyelvű sírfelirataikból derült fény. Több sírfeliraton imaszöveg szerepel. Az V. teremben számos ilyen sírfelirat látható, többek közt Ignátiosz, Mathaiosz és Sztephanosz püspöké.
VI. terem – A katedrális

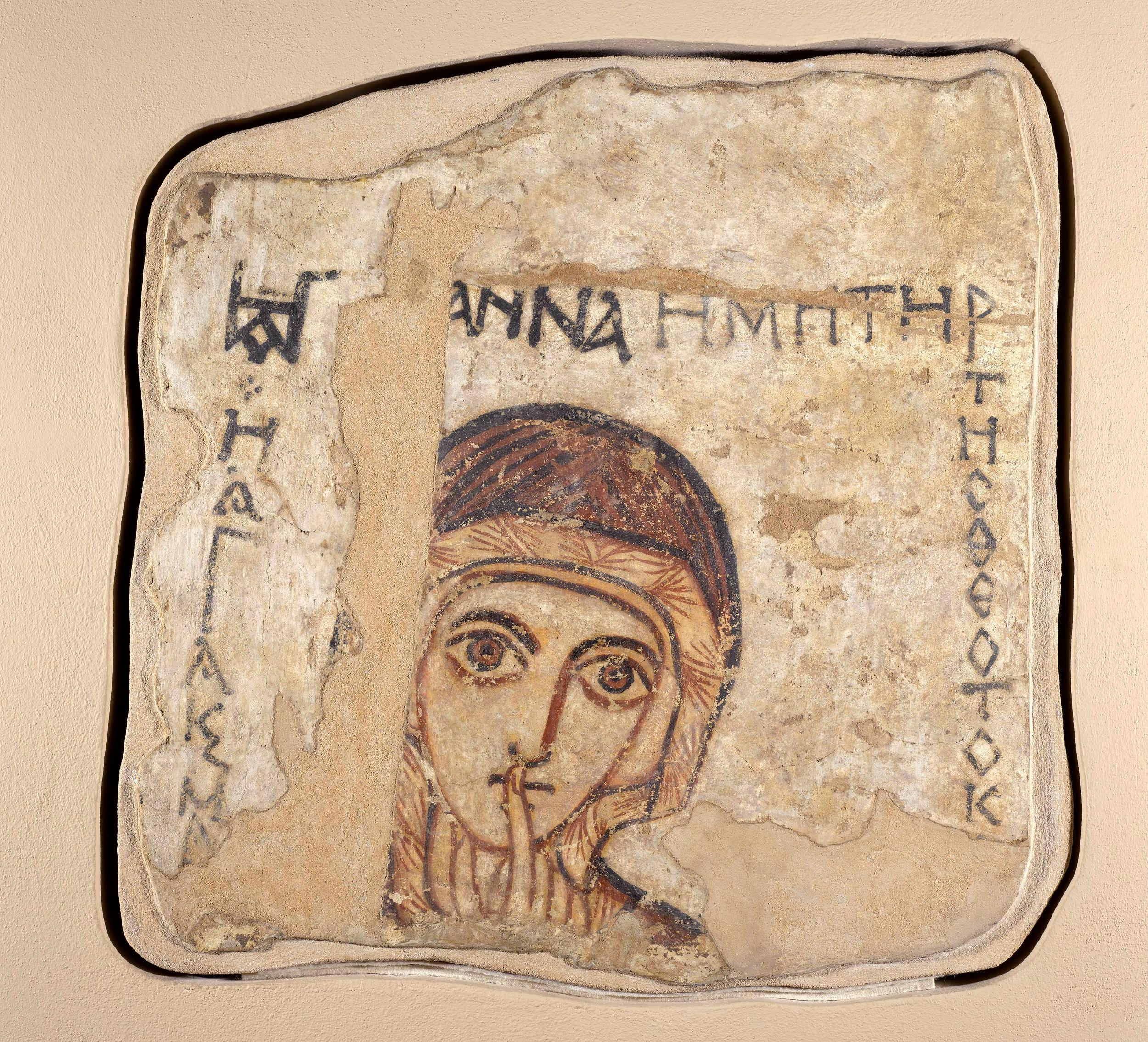
Szent Anna egy festményen a VI. teremben

A VI. termet úgy alakították ki, hogy templomot idézzen. Kétoldalt árkádok alatt nyílnak a helyiségek, melyekben a festményeket kiállították. A térbeli elrendezés hasonlít az eredeti katedrálisra, a végén apszis található. Itt láthatóak a narthexből, az északi templomhajóból és a szentélyből eltávolított képek. A festmények a 7. és a 14. század között készültek, és a vakolat különböző rétegeiből kerültek elő, mert a falakat többször újrafestették, új képekkel. A festmények Jézust, Máriát, angyalokat, arkangyalokat, szenteket, püspököket és uralkodókat ábrázoló szekkók. A legjellegzetesebbek a Szent Annát, Mihály és Gábriel arkangyalokat, Marianosz és Petrosz püspököket ábrázoló képek, valamint Mária többféle ikonográfiájú ábrázolása.
VIII. terem – Núbia és a keresztény Egyiptom leletei
Az ásatási terepeken a leletek jelentős részét gyakran cseréptöredékek adják. A faraszi leletanyagban ezek legnagyobb része a keresztény korból származik. Ebben az időszakban (650–1000 között) Farasz észak-Núbia legfontosabb központja volt kerámiagyártásban. Ennek a 10. században vége szakadt. A galériában emellett kopt és korábbi időkből származó kerámiák is láthatóak, mind Farasz és a IV. katarakta környékéről származik.
Egy másik gyűjtemény a kopt textíliákat mutatja be Egyiptom keresztény korszakából. Ez a gyűjtemény a 19. században és a 20. század elején érkezett a Nemzeti Múzeumba privát gyűjtőktől.

## Egyéb kiállítások

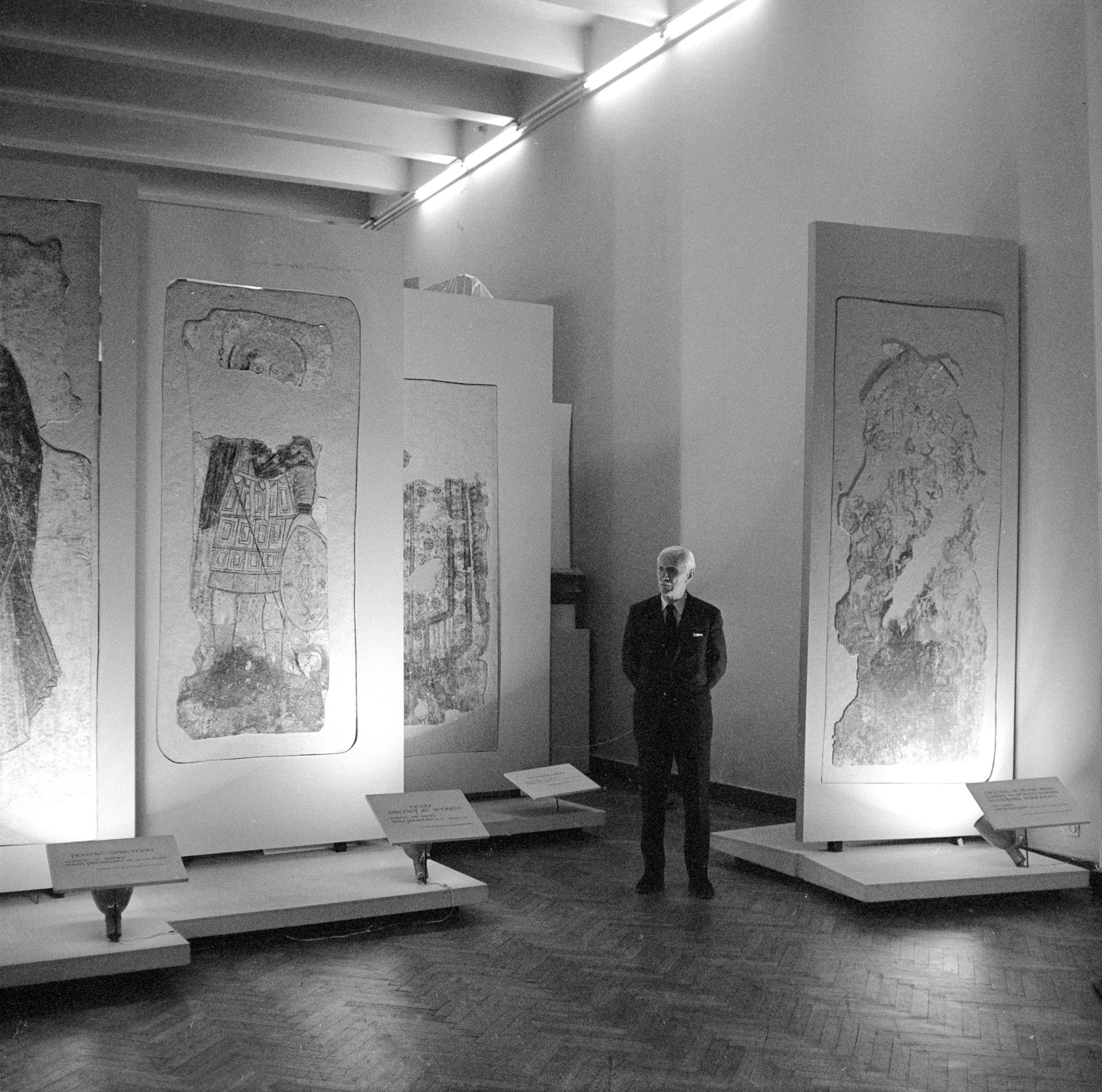
Kazimierz Michałowski professzor a restaurált képekkel az 1960-as években

A Louvre-ban számos faraszi lelet található, ami a varsói múzeum tulajdona, köztük Mihály arkangyal és egy faraszi püspök képe.
Emellett számos kiállítást is rendeztek a galéria anyagából más múzeumokban, vagy Varsóban a galéria megnyitása előtt:
- 1962 december: kiállítás a faraszi leletekből Varsóban, többek közt Mihály arkangyal és Szent Merkuriosz képe
- 1963. május 3. – augusztus 15.: a kopt művészet nemzetközi kiállítása az esseni Villa Hügelben, majd a Kunsthaus Zürichben, a bécsi Néprajzi Múzeumban, a párizsi Petit Palais-ban, végül az UNESCO párizsi központjában (a núbiai leletmentő expedíció eredményeinek bemutatásaként)
- 1967 október: 40 faraszi festmény kiállítása a Varsói Nemzeti Múzeumban
- 1968–1969: „Farasz kincsei” vándorkiállítás – Berlin, Essen, Hága, Zürich, Bécs[4]
- 2002: „Farasz: katedrális a sivatag homokján” kiállítás a bécsi Kunsthistorisches Museumban

## Fordítás
- Ez a szócikk részben vagy egészben  a   Faras Gallery című angol Wikipédia-szócikk ezen változatának fordításán alapul.  Az eredeti cikk szerkesztőit annak laptörténete sorolja fel. Ez a jelzés csupán a megfogalmazás eredetét és a szerzői jogokat jelzi, nem szolgál a cikkben szereplő információk forrásmegjelöléseként.